# Bogcia disjuncta
Bogcia disjuncta là một loài bọ cánh cứng trong họ Cleridae. Loài này được Barr miêu tả khoa học đầu tiên năm 1978.